# Tempelj Brihadisvara v Gangaikonda Čolapuram
Tempelj Brihadisvara v Gangaikonda Cholapuram je hindujski tempelj, posvečen Šivi, v Džajankondam, v južni indijski državi Tamil Nadu. Ta tempelj iz obdobja dinastije Čola, ki ga je leta 1035  dokončal Radžendra Čola I. kot del svoje nove prestolnice, je po zasnovi podoben in ima podobno ime kot starejši tempelj Brihadisvara iz 11. stoletja, približno 70 kilometrov jugozahodno v Thandžavurju. Tempelj Gangaikonda Čolapuram je manjši, a bolj prefinjen kot tempelj Thandžavur. Oba spadata med največje templje Šive v južni Indiji in primera templjev v dravidskem slogu. Tempelj se v besedilih imenuje tudi tempelj Gangaikonda Čolapuram ali tempelj Gangaikondacholeeswaram.
Glavni tempelj, posvečen Šivi, temelji na kvadratnem tlorisu, vendar prikazuje druga hindujska božanstva, kot so Višnu, Durga, Surja, Harihara, Ardhanarišvara in druga. Odpira se proti sončnemu vzhodu, njegovo svetišče in mandape pa so poravnani na osi vzhod–zahod. Poleg glavnega svetišča ima tempeljski kompleks več manjših svetišč, gopur in drugih spomenikov, pri čemer so bili nekateri delno uničeni ali obnovljeni v kasnejših stoletjih. Tempelj je znan po svojih bronastih skulpturah, umetninah na stenah, upodobitvi Nandija in velikosti njegovega stolpa. Poleg njegove prepoznavnosti, ker ga je zgradil Radžendra I., je tempelj vreden pozornosti tudi zaradi številnih napisov, čeprav nobeden od njih ni njegov.
Razen tega templja je bilo staro mesto Gangaikonda Čolapuram – prestolnica močnega azijskega imperija od okoli leta 900 do leta 1215 našega štetja ali več kot tri stoletja skupaj z drugimi večjimi hindujskimi templji iz obdobja Čola popolnoma uničeno, tako da je ostalo opustošeno mesto. Tempelj Gangaikonda Čolapuram ostaja aktivni tempelj. Tam potekajo štirje dnevni obredi in številni letni festivali, med katerimi so najbolj vidni Šivarathri v tamilskem mesecu Masi (februar–marec), Aipasi Pournami med Aipasi (oktober–november) in Thiruvadirai med Margazhi (december–januar). Je ena najbolj obiskanih turističnih znamenitosti v Tamil Naduju. Arheološki zavod Indije (ASI) upravlja tempelj kot zaščiten spomenik dediščine. Unesco ga je leta 2004 razglasil za svetovno dediščino, skupaj s templjem Brihadisvara v Thandžavurju in templjem Airavatesvara v Darasuramu. Ti se skupaj imenujejo Veliki templji Čola.

## Lokacija
Tempelj Brihadisvara stoji v bližini vasi Gangaikonda Čolapuram, približno 280 kilometrov jugozahodno od Čenaja in 50 kilometrov od Čidambarama. Približno 70 kilometrov proti severovzhodu je podobno imenovani tempelj Brihadisvara iz obdobja dinastije Čola v Thandžavurju in približno 30 kilometrov severovzhodno od templja Airavatesvara.
Tempelj je ob cesti 81, ki povezuje Tiručirapali in Čidambaram. Bližnje mesto Čidambaram je povezano z drugimi večjimi mesti z dnevnimi vlaki na indijskem železniškem omrežju, avtobusnimi storitvami Tamil Nadu in nacionalnimi cestami 36, 81 in 245. Najbližje letališče z rednimi linijami je mednarodno letališče Tiručirapali (IATA: TRZ), približno 120 kilometrov stran.
Čeprav je v notranjosti, je tempelj blizu reke Kolidam, znotraj delte reke Kaveri z dostopom do Bengalskega zaliva in preko njega do Indijskega oceana.

## Opis

### Arhitektura
Tempelj v Gangaikonda Čolapuram je zgrajen v dravidski arhitekturi s kvadratnim tlorisom. Prvotno dvorišče sta dva kvadrata, zložena drug poleg drugega, vse mandape, upapitham, načrti svetišča, garbhagriha (svetišče) in elementi stolpa so kvadratne oblike in vključujejo kroge ter načela geometrijske simetrije. Strukturni elementi spominjajo na tempelj Brihadisvara v Thandžavurju. Oba vključujeta dvorišče, na katerega se vstopa skozi več prehodov, in relativno majhen gopura (stolp). V notranjosti so svetišča, ki so večinoma poravnana na osi vzhod–zahod; nekaj jih je pravokotnih. Tempeljski kompleks vključuje Nandi Mandapa, Alankar Mandapa, Maha Mandapa, Mukha Mandapa in Ardha Mandapa. Nekatere od teh so dodala in obnovila hindujska kraljestva po 14. stoletju ali uradniki britanske Indije za ohranjanje umetnosti v 19. stoletju.
Vidni upapitham meri 103,63 m v dolžino in 30,48 m z osjo vzhod-zahod, vendar del verjetno manjka zaradi preživelih temeljev, ki jih pokriva prst, in z obnovljeno površino za turizem. Na vidnem delu, navaja Balasubrahmanjam, je garbhagriha (svetišče) dolga 30,48 m, maha mandapa (velika dvorana) 53,34 m (175,0 ft) in ardha mandapa (delna dvorana) 19,81 m. Kvadratna ardha mandapa povezuje svetišče in veliko dvorano. Tempelj je eden najzgodnejših, ki je imel dvorane s stebri, kar je postalo običajna značilnost poznejših templjev.
Glavni tempelj je zgrajen na dvignjeni zgradbi z dvoriščem, ki meri 170 m krat 98 m. Njegovo svetišče meri 9,3 m² in vanj vstopimo skozi ardha mandapo. Vrata v svetišče obdajajo dvarapala –  varuhi, od katerih je vsak visok 1,8 m. Svetišče vsebuje Brihadisvara (Šiva) v obliki lingama. Ta lingam je visok 4 m in ima podnožje obseg 18 m.
Na dvorišču je podoba sedečega bika Nandi, ki je osno poravnan 200 m , obrnjen proti svetišču. Okoli tega svetišča je še pet svetišč in levji vodnjak, ki je bil dodan v 19. stoletju. Tempelj ima monolitno predstavitev Navagrah, devetih planetarnih božanstev.

### Sri-vimana
Vimana (tempeljski stolp) je visok 55 m, kar je 3 m manj kot pri templju v Thandžavurju. Zgodovinarji verjamejo, da je višina templja namerno nižja v primerjavi kot znak spoštovanja Radžendre do očetove mojstrovine. V primerjavi s templjem Thandžavur, ki ima ravne konture, ima ta tempelj ukrivljeno konturo, rahlo konkavno proti vrhu. Razdeljen je na osem con.
Stolp se dviga kot navpična kvadratna struktura do višine 10,67 m nad adhistanamom. Ima dva vodoravna pasova, okrog katerih je ovit masiven venec. Vsak pas ima na južni, zahodni in vzhodni strani pet samostojnih trakov s pilastri med trakovi. Končni trakovi so kvadratni, ostali trije so podolgovati. Osrednji del vsakega sklopa petih je najširši. Na vsaki strani so rezbarije na steni s štirimi vodoravnimi vrstami frizov. Ti pripovedujejo hindujske legende in puransko mitologijo iz tradicije šaiva, vaišnav in šakta. Vsako nadstropje ima oblikovane vodoravne izbokline (vence) z motivi v obliki cvetličnih lokov (gavakša). Po Balasubrahmanjamu so v značilnostih vključena mitska bitja v obliki jali, entablatura pa je okrašena z motivi v obliki ogrlice.
Sri-vimana v Gangaikondi ima devet nadstropij (talas), vključno s tistimi na nižjih nivojih, v nasprotju s trinajstimi nadstropji v Thandžavurju. Vsako nadstropje ima umetniško delo kvadrat-krog-podolgovat. Zgornji nivoji ponavljajo zasnovo spodnjega nivoja v ritmičnem vzorcu krčenja. Načela simetrije so vestno vgrajena, vendar stopnja krčenja ni linearna z višino. Spodnja nadstropja se krčijo hitreje kot zgornja. To daje vimani neobičajno parabolično obliko. Griva (vrat) je usmerjen proti kardinalnim smerem in tako kot tempelj Thandžavur biki Nandi sedijo na njegovih zgornjih vogalih. Nad grivo je kirtimukhas, nato pa simetričen odprt lotos. Stolp je pokrit s kalaso, katere napis je bil nekoč pozlačen; zlata že zdavnaj ni več. Nad kalaso je lotosov popek, ki pozdravlja nebo.

### Kiparstvo
Okoli sten svetišča je okoli petdeset kiparskih reliefov, od katerih so trije - Nataradža, Sarasvati in Šiva, ki ovenčajo bhakto - najvidnejši. Tam je svetišče za svetnika Šaiva in učenjaka Čandešvara (enega od triinšestdesetih Najanarjev). Okoli tempeljskih sten so še druge niše, ki prikazujejo različne oblike Šive, Durge in Višnuja. V templju je veliko bronastih kipov, ki prikazujejo umetnost Čola iz 11. stoletja, med katerimi je najbolj prepoznaven kip Kartikeje.
En relief vključuje zelo nenavaden portret hindujskega vladarja, ki je zgradil tempelj. Šiva, s Parvati poleg njega, izroči venec rož, da označi svojo zmago, majhni sedeči figuri Radžendre I.

## Zgodovina
Tempelj je leta 1035 zgradil Radžendra Čola I. (1012-44 n. št.), sin slavnega kralja Čola Radžaradža Čola I., ki je zgradil tempelj Brihadisvara v Thandžavurju. Nekateri strokovnjaki verjamejo, da je bil tempelj zgrajen leta 1020, v 6. letu vladavine, vendar napisi kažejo na 20. leto vladavine, to je 1035. Radžendra je želel posnemati tempelj, ki ga je zgradil njegov oče po zmagi v kampanji po Indiji, za katero besedila iz obdobja Čola navajajo, da je zajemala Karnatako, Andra Pradeš, Odišo in Bengalijo. Po zmagi je zahteval, da poražena kraljestva pošljejo lonce z vodo reke Ganges in jo natočijo v tempeljski vodnjak. Vodnjak se je prvotno imenoval Čolagangam, saj je bil napolnjen z vodo iz Gangesa.
Radžendra I. je po tamilski tradiciji prevzel ime Gangaikonda Čolan, kar pomeni tisti, ki je osvojil Ganges. Ustanovil je Gangaikonda Čolapuram kot svojo prestolnico iz prejšnje prestolnice Čola Thandžavur. Gangaikonda Čolapuram je ostal glavno mesto naslednjih 250 let. Radžendra I. je zgradil celotno prestolnico z več templji z uporabo načrtov in infrastrukture, priporočenih v besedilih Tamil Vastu in Agama Sastra. Ti so vključevali Darma Sasta, Višnu in druge templje. Vendar so bile te strukture uničene v poznem 13. in 14. stoletju, razen tega templja. Druge mejnike Čole, ki jih jasno prikazujejo gomile, pokrite z zemljo, in izkopani polomljeni ostanki stebrov ter opečni zidovi, so najdene na velikem območju v bližini. Najzgodnejši napis, ki omenja to mesto po imenu, je iz leta 1029, medtem ko je najzgodnejša omemba odprave Radžendre I. proti reki Ganges na severu iz leta 1023. Prvo darilo novozgrajenemu templju Gangaikonda Čolapuram je iz leta 1035.
Radžendra I., pravi Dehejia, je verjetno vključil iste obrtnike, ki jih je uporabljal njegov oče, in jih prenesel iz Thandžavurja. Večina ali vsi kralji Čola od Radžendre I. so bili kronani v Gangaikonda Čolapuram. Arheološka izkopavanja so razkrila ostanke utrdb in palač nekaj kilometrov od tega templja. Domneva se, da je Kulothunga Čola I., Radžendrov naslednik, okoli mesta zgradil utrdbe.
Razlogi za uničenje mesta niso jasni. Po Vasanthiju so Pandije, ki so premagali Čole v poznejšem delu 13. stoletja, »morda zravnali mesto z zemljo«, da bi se maščevali za svoje prejšnje poraze. Vendar pa ni jasno, zakaj so bili drugi templji uničeni in temu templju prizaneseno, kot tudi zakaj obstaja okoli dvajset napisov iz poznejših imperijev Čola, Pandja in Vidžajanagar, ki nakazujejo različna darila in donacije temu templju, če so prej ta kraj uničili.
Alternativna teorija povezuje uničenje z napadi, ropanjem in vojnami, zlasti z invazijo vojske Delhijskega sultanata, ki jo je vodil muslimanski poveljnik, na prestolnico in ozemlja, ki so bila prej del imperij Čola in Madurai. Malik Kafur leta 1311, ki mu je sledil Khusrau Kan leta 1314 in Mohamed bin Tughlaq leta 1327. V obdobju, ki je sledilo, so bile vojne med hindujskimi kralji in muslimanskimi sultani, ki so nasledili Delhijski sultanat in oblikovali nove države, kot je bližnji Madurajski sultanat (1335–1378). Imperij Vidžajanagara je premagal Madurajski sultanat leta 1378 in ta tempelj, skupaj z drugimi templji iz obdobja Čola, se je nato vrnil pod nadzor hindujskih kraljev, ki so mnoge od njih popravili in obnovili.

## Besedila
Gangaikonda Čolpuram in tempelj sta omenjena v mnogih sodobnih delih tega obdobja, kot sta Muvar Ula in Kalingathuparani. Učenjaki, kot je Vasanthi, verjamejo, da je tamilski pesnik Kambar iz 11. stoletja opis Ajodhje temeljil na ulicah in mestni strukturi Gangaikonda Čolapuram. Podobna korelacija je izpeljana na podlagi del Sekkizharja v Perija Puranam. Muvar Ula, razprava o Čerah, Čolah in Pandijah, ponuja živ opis mesta in templja. Tako kot tempelj Thandžavur naj bi tudi ta tempelj postal središče družbenih, gospodarskih in političnih dejavnosti. V templju so spodbujali in uprizarjali kulturne dejavnosti, kot so glasba, ples in umetnost v obliki brona.

## Danes
Tempelj je bil dodan na Unescov seznam Velikih živih templjev Čola leta 2004. Vse tri templje so zgradili Čoli med 10. in 12. stoletjem n. št. in imajo veliko podobnosti. Indijska arheološka raziskava (ASI) je leta 2009 v templju nadgradila nakupovalne in turistične pisarne, ki so vključevale muzej, restavracijo, trgovine in sanitarije pod okriljem hindujskega verskega in obdaritvenega odbora vlade Tamil Naduja. Templji so razvrščeni kot veliki živi templji, saj jih še vedno obiskujejo, častijo in uporabljajo, kot so bili, ko so bili zgrajeni. Tisočletnica kronanja Radžendra Čole je bila praznovana v templju dva dni julija 2014.